# Шеремета Віктор Васильович
Віктор Васильович Шеремета (2 січня 1963, с. Весняне, Поліський район, Київська область) — український фермер. Заступник Міністра аграрної політики та продовольства України у 2017—2019. Депутат Київської обласної ради VIII скликання.

## Життєпис
Народився 2 січня 1963, с. Весняне, Поліський район, Київська область. 
У 1980-1981 рр.  навчався в Київському технічному училищі №16.
З 1984 р. до 1986 р. працював завідувачем ферми колективного господарства «Батьківщина», с. Весняне, Поліський район, Київська область.
У 1984-1989 рр.  навчався в Українській ордена Трудового Червоного Прапора сільськогосподарська академії (спеціальність – «Зоотехнія», кваліфікація – зооінженер).
У 1990-1993 рр.  працював головним зоотехніком радянського господарства «Прапор Леніна», с. Мала Березанка, Згурівського району Київської області.
У 1993-1994 рр.  працював заступником генерального директора по будівництву малого підприємства «Астра», с. Мала Березанка, Згурівського району Київської області.
У 1994-2007 рр.  працював головою фермерського господарства «Геркулес», с. Єрківці, Переяслав-Хмельницького району Київської області.
У 2007-2010 рр.  голова Переяслав-Хмельницької районної ради Київської області.
У 2011-2017 рр.  працював головою фермерського господарства «Геркулес», с. Єрківці, Переяслав-Хмельницького району Київської області.
У 2016 році обрано першим заступником президента Асоціації фермерів та приватних землевласників України.
04 жовтня 2017 року розпорядженням Кабінету Міністрів України № 691-р призначений на посаду заступника Міністра аграрної політики та продовольства України. 
12 вересня 2019 року  розпорядженням Кабінету Міністрів України № 698-р звільнений з посади заступника Міністра аграрної політики та продовольства України.
25 жовтня 2020 року був обраним депутатом Київської обласної ради VIII скликання, член фракції "Слуга народу"

## Вислови про Віктора Шеремету
|  | Віктора Васильовича знаю як порядну, принципову, патріотично налаштовану людину, яку поважають в районі та області. |

|  | Віктора Васильовича я давно знаю передусім як благодійника і мецената, який всіляко підтримує освітян, працівників культури, спортивну молодь, а ще допомагає реалізовувати різні проекти громадським організаціям. |

|  | Із Віктором Васильовичем ми найбільше спілкуємося саме з питань виробництва. Він завжди активно реагує на законодавчі ініціативи, які не сприяють розвитку агробізнесу в Україні, ущемляють інтереси дрібних орендарів та власників паїв. Це і депутатські звернення та запити, його виступи на професійних форумах аграріїв і навіть на парламентських слуханнях. |